# 西横野村
西横野村（にしよこのむら）は、群馬県の西部、碓氷郡に属していた村。

## 地理
- 河川 - 碓氷川、柳瀬川

## 歴史
- 1889年（明治22年）4月1日 - 町村制施行により、二軒在家村、人見村、八城村、行田村が合併し西横野村が成立する。
- 1954年（昭和29年）5月3日 - 松井田町、臼井町、坂本町、九十九村、細野村と合併して新しい松井田町となる。
- 2006年（平成18年）3月18日 - 松井田町が安中市と合併して新しい安中市となる。